# Яруман
Яруман (англ. Jaruman) или Яруманн (англ. Jarumann; умер в 669?) — четвёртый епископ Мерсии (662—667). Вероятно, он родился в Ирландии, но получил образование в Англии, в Линдисфарне. Служил епископом во времена короля Мерсии Вульфхера. Боролся против отступничества за пределами своей епархии, предприняв от имени короля Вульфхера несколько миссий к саксонским племенам, которые вернулись к язычеству.
Некоторые исследователи творчества Дж. Р. Р. Толкина полагают, что имя Ярумана натолкнуло писателя на имя для Сарумана в его трилогии «Властелин колец».